# Charles Villiers
Ne doit pas être confondu avec Charles Villiers Stanford.
Charles English Hyde Villiers, né le 14 août 1912 à St Pancras et mort le 22 janvier 1992 à Sunninghill (en), est un homme d'affaires britannique et président de British Steel Corporation de 1976 à 1980.

## Jeunesse
Charles Villiers était le petit-fils de Francis Hyde Villiers (en) et l'arrière-petit-fils de George Villiers, 4e comte de Clarendon. Son père, Algernon Hyde Villiers, a été tué au combat en 1917 pendant la Première Guerre mondiale. Sa mère, Beatrix Eleanor Paul, était la fille du député libéral Herbert Paul (en), et elle épousa plus tard Walter Durant Gibbs (en), qui devint ensuite le 4e baron Aldenham. Charles Villiers a fait ses études à la St Cyprian's School d'Eton et au New College d'Oxford avant de rejoindre les Grenadier Guards en 1936.

## Service militaire
Il est devenu lieutenant-colonel à la suite de la Seconde Guerre mondiale, a servi au sein du Special Operations Executive de 1943 à 1945 et a reçu la Croix militaire.

## Carrière
Villiers a été directeur général de Helbert Wagg à partir de 1948 et de J. Henry Schroder Wagg de 1968 à 1971. Il a également été administrateur de Courtaulds, Sun Life Assurance et Bass Charrington. Il a été président de Guinness Mahon de 1971 à 1976 et président de British Steel de 1976 à 1980,. En 1985, il lance le British-American Project (en), qui promeut les liens anglo-américains.

## Vie privée
Il a d'abord épousé Pamela Constance Flower, dont il a eu deux fils. À la suite de son décès, il épouse l'héroïne de la résistance belge la comtesse Marie-José de la Barre d'Erquelinnes, dont il a eu deux filles. Il était officier du très vénérable ordre de Saint-Jean, et a été décoré de l'Ordre du peuple de Yougoslavie en 1970 et Grand officier de l'ordre de Léopold de Belgique en 1974. Sa fille Diana Villiers Negroponte (en) est professeur auxiliaire de droit à l'université Fordham. Elle est mariée à l'ancien secrétaire d'État adjoint américain John Negroponte.